# Marcin Kulasek
Marcin Robert Kulasek (ur. 4 kwietnia 1976 w Jędrzejowie) – polski polityk i samorządowiec, doktor nauk rolniczych, sekretarz generalny Sojuszu Lewicy Demokratycznej (2016–2021) oraz Nowej Lewicy (od 2021), poseł na Sejm IX i X kadencji (od 2019), sekretarz stanu w Ministerstwie Aktywów Państwowych (2023–2025), minister nauki i szkolnictwa wyższego w trzecim rządzie Donalda Tuska (od 2025).

## Życiorys
Ukończył studia magisterskie z zakresu technologii żywności na Wydziale Nauki o Żywności Uniwersytetu Warmińsko-Mazurskiego w Olsztynie. Odbył także studia podyplomowe z zakresu zarządzania funduszami unijnymi na UWM oraz z zakresu bezpieczeństwa i zarządzania kryzysowego na Akademii Morskiej w Gdyni. W 2007 na macierzystym wydziale uzyskał stopień naukowy doktora nauk rolniczych na podstawie pracy pt. Możliwość zastąpienia tłuszczu mlekowego tłuszczem roślinnym w technologii pełnego mleka w proszku.
Członek władz Stowarzyszenia Pomocy Dzieciom PATKUB i Stowarzyszenia „Ruch Obywatelski Młodzi dla Polski”, był przewodniczącym samorządu studenckiego na Wydziale Nauki o Żywności UWM. Należał do Federacji Młodych Socjaldemokratów. Zaangażował się w działalność polityczną w ramach Sojuszu Lewicy Demokratycznej, w 2007 został sekretarzem warmińsko-mazurskiej rady wojewódzkiej partii. W latach 2002–2004 pracował jako asystent wojewody warmińsko-mazurskiego, następnie zatrudniony w oddziale regionalnym Agencji Restrukturyzacji i Modernizacji Rolnictwa.
W 2010 bez powodzenia ubiegał się o urząd prezydenta Olsztyna. W 2014 uzyskał mandat radnego sejmiku warmińsko-mazurskiego – w wyborach samorządowych uzyskał 2466 głosów (2,69% głosów ważnych oddanych w okręgu). Przez okres całej kadencji pozostawał radnym niezrzeszonym, będąc jednocześnie jedynym reprezentantem SLD w sejmiku. W wyborach samorządowych w 2018 nie uzyskał reelekcji (dostał 3775 głosów). W styczniu 2016 wybrany na sekretarza generalnego SLD u boku Włodzimierza Czarzastego.
W wyborach parlamentarnych w 2019 uzyskał mandat posła na Sejm RP IX kadencji w okręgu olsztyńskim, otrzymując 20 453 głosy. W Sejmie został członkiem Komisji Edukacji, Nauki i Młodzieży oraz Komisji Rolnictwa i Rozwoju Wsi, a także przewodniczącym Podkomisji stałej do spraw nauki i szkolnictwa wyższego oraz wiceprzewodniczącym Komisji Obrony Narodowej. W październiku 2021 został wybrany na sekretarza generalnego Nowej Lewicy.
W wyborach w 2023 z powodzeniem ubiegał się o poselską reelekcję (z wynikiem 11 514 głosów). W grudniu tego samego roku powołany na urząd sekretarza stanu w Ministerstwie Aktywów Państwowych. W 2024 z ramienia Lewicy bez powodzenia startował w wyborach do Parlamentu Europejskiego z okręgu nr 3. 17 stycznia 2025 prezydent Andrzej Duda powołał go na stanowisko ministra nauki i szkolnictwa wyższego w rządzie Donalda Tuska.

## Wyniki w wyborach ogólnopolskich
| Wybory | Komitet wyborczy | Komitet wyborczy             | Organ                           | Okręg | Wynik          |
| ------ | ---------------- | ---------------------------- | ------------------------------- | ----- | -------------- |
| 2019   |                  | Sojusz Lewicy Demokratycznej | Sejm IX kadencji                | nr 35 | 20 453 (6,17%) |
| 2023   |                  | Nowa Lewica                  | Sejm X kadencji                 | nr 35 | 11 514 (2,94%) |
| 2024   |                  | Lewica                       | Parlament Europejski X kadencji | nr 3  | 4164 (0,61%)   |